# Eishockey-Oberliga 1953/54
Die Saison 1953/54 der Eishockey-Oberliga war die sechste Spielzeit der höchsten deutschen Eishockeyliga. Deutscher Meister wurde EV Füssen, der damit seinen Titel erfolgreich verteidigen und seine insgesamt dritte Meisterschaft gewinnen konnte. Absteigen musste die letztplatzierte Düsseldorfer EG, welche durch den Sieger der zweiten Auflage der Aufstiegsrunde, den Mannheimer ERC, ersetzt wurde. Die erste Auflage der Aufstiegsrunde musste wegen Punktgleichheit der drei teilnehmenden Mannschaften EV Rosenheim, Berliner Schlittschuhclub und Mannheimer ERC wiederholt werden. In der Relegation konnte der Vorletzte, der SC Weßling, gegen den EV Rosenheim die Klasse halten.

## Voraussetzungen

### Teilnehmer
- Düsseldorfer EG
- EV Füssen (Titelverteidiger)
- Krefelder EV
- Preussen Krefeld
- VfL Bad Nauheim
- SC Riessersee
- EC Bad Tölz
- SC Weßling (Aufsteiger)

### Modus
Wie im Vorjahr wurde der Deutsche Meister in einer Einfachrunde ausgespielt, sodass jeder Verein jeweils ein Heim- und ein Auswärtsspiel gegen die übrigen Mannschaften bestritt. Der Letztplatzierte stieg am Saisonende direkt aus der Oberliga ab und wurde durch den Ersten der Aufstiegsrunde ersetzt, während der Vorletzte der Oberliga in der Relegation gegen den Zweitplatzierten der Aufstiegsrunde seinen Startplatz in der höchsten Spielklasse verteidigen musste.

## Abschlusstabelle
|    | Klub             | Sp | S  | U | N  | Tore    | Punkte |
| -- | ---------------- | -- | -- | - | -- | ------- | ------ |
| 1. | EV Füssen        | 14 | 13 | 0 | 01 | 127:053 | 26:02  |
| 2. | Krefelder EV     | 14 | 10 | 1 | 03 | 111:038 | 21:07  |
| 3. | EC Bad Tölz      | 14 | 10 | 0 | 04 | 087:041 | 20:08  |
| 4. | Preussen Krefeld | 14 | 07 | 1 | 06 | 085:049 | 15:13  |
| 5. | SC Riessersee    | 14 | 07 | 0 | 07 | 084:066 | 14:14  |
| 6. | VfL Bad Nauheim  | 14 | 05 | 2 | 07 | 064:072 | 12:16  |
| 7. | SC Weßling       | 14 | 01 | 0 | 13 | 037:135 | 02:26  |
| 8. | Düsseldorfer EG  | 14 | 01 | 0 | 13 | 019:131 | 02:26  |

Abkürzungen: Sp = Spiele, S = Siege, U = Unentschieden, N = Niederlagen
Erläuterungen: Meister, Relegation, Abstieg

## Kader des Deutschen Meisters
| Deutscher Meister EV Füssen | Wilhelm Bechler, Karl Fischer, Ludwig Kuhn, Martin Beck, Oswald Huber, Ernst Eggerbauer, Paul Ambros, Xaver Unsinn, Markus Egen, Fritz Kleber, Georg Guggemos, Kurt Sepp Cheftrainer: Frank Trottier |

## Aufstiegsrunde

### Runde der Landesligameister
Für die Endrunde qualifizierten sich der Meister der Landesliga Bayern sowie eine Mannschaft aus den Landesligen im Norden – hier nahmen Berlin und Hamburg teil – und im Süd/West – hier nahmen Baden, Hessen und Württemberg teil.
Qualifikation Nord
- Berliner Schlittschuhclub – Harvestehuder THC Hamburg 7:3

Qualifikation Süd/West
1. Runde:
- Mannheimer ERC – Schwenninger ERC 11:3

2. Runde:
- Mannheimer ERC – TV 1846 Gießen 13:1

Endrunde
Die Endrunde fand am 20. und 21. Februar 1954 in Mannheim statt.
|    | Klub                      | Sp | S | U | N | Tore | Punkte |
| -- | ------------------------- | -- | - | - | - | ---- | ------ |
| 1. | EV Rosenheim              | 2  | 1 | 0 | 1 | 7:5  | 2:2    |
| 1. | Berliner Schlittschuhclub | 2  | 1 | 0 | 1 | 9:9  | 2:2    |
| 1. | Mannheimer ERC            | 2  | 1 | 0 | 1 | 5:7  | 2:2    |

Abkürzungen: Sp = Spiele, S = Siege, U = Unentschieden, N = Niederlagen
Das Turnier endete mit drei punktgleichen Mannschaften. Die Runde wurde daher am 5. bis 7. März 1954 in Bad Nauheim wiederholt. Für die Wiederholung wurde die Tordifferenz als zusätzliches Kriterium zur Reihung beschlossen.
|    | Klub                      | Sp | S | U | N | Tore  | TD | Punkte |
| -- | ------------------------- | -- | - | - | - | ----- | -- | ------ |
| 1. | Mannheimer ERC            | 2  | 1 | 1 | 0 | 11:05 | +6 | 3:1    |
| 2. | EV Rosenheim              | 2  | 1 | 0 | 1 | 07:05 | +2 | 3:1    |
| 3. | Berliner Schlittschuhclub | 2  | 0 | 0 | 2 | 08:16 | −8 | 0:4    |

Abkürzungen: Sp = Spiele, S = Siege, U = Unentschieden, N = Niederlagen, TD = Tordifferenz
Erläuterungen: Aufstieg, Relegation

### Relegation
Siebter Oberliga gegen Zweiter der Runde der Landesligameister:
- SC Weßling – EV Rosenheim 3:3

Weßling verblieb in der Oberliga, Rosenheim hätte den Sieg gebraucht.